# Nordafrikanische Kapuzennatter
Die Nordafrikanische Kapuzennatter (Macroprotodon mauritanicus) ist eine Schlange aus der Familie der Nattern und lebt in Nordafrika. Ihr Artstatus ist umstritten, sie wird manchmal nur als Unterart der Kapuzennatter anerkannt.

## Merkmale
Die Art wird maximal 66 cm lang. Die Grundfarbe der Tiere auf den Balearen ist grau- bis rostbraun, die Zeichnung ist dunkel graubraun. In der Scheitelregion findet sich ein großer Fleck, der bei manchen Individuen fehlt. Dieser ist über mediane Brücken mit einem kleinen Fleck im Nacken verbunden. Eine halbmondförmige Binde zieht vom Scheitelfleck zum Mundwinkel. Über den Rücken verlaufen Reihen kleiner Flecken, die zu einem breiten dunklen Band in der Rückenmitte und zwei schmalen, etwas helleren seitlichen Längsstreifen verschmelzen können.

## Verbreitung

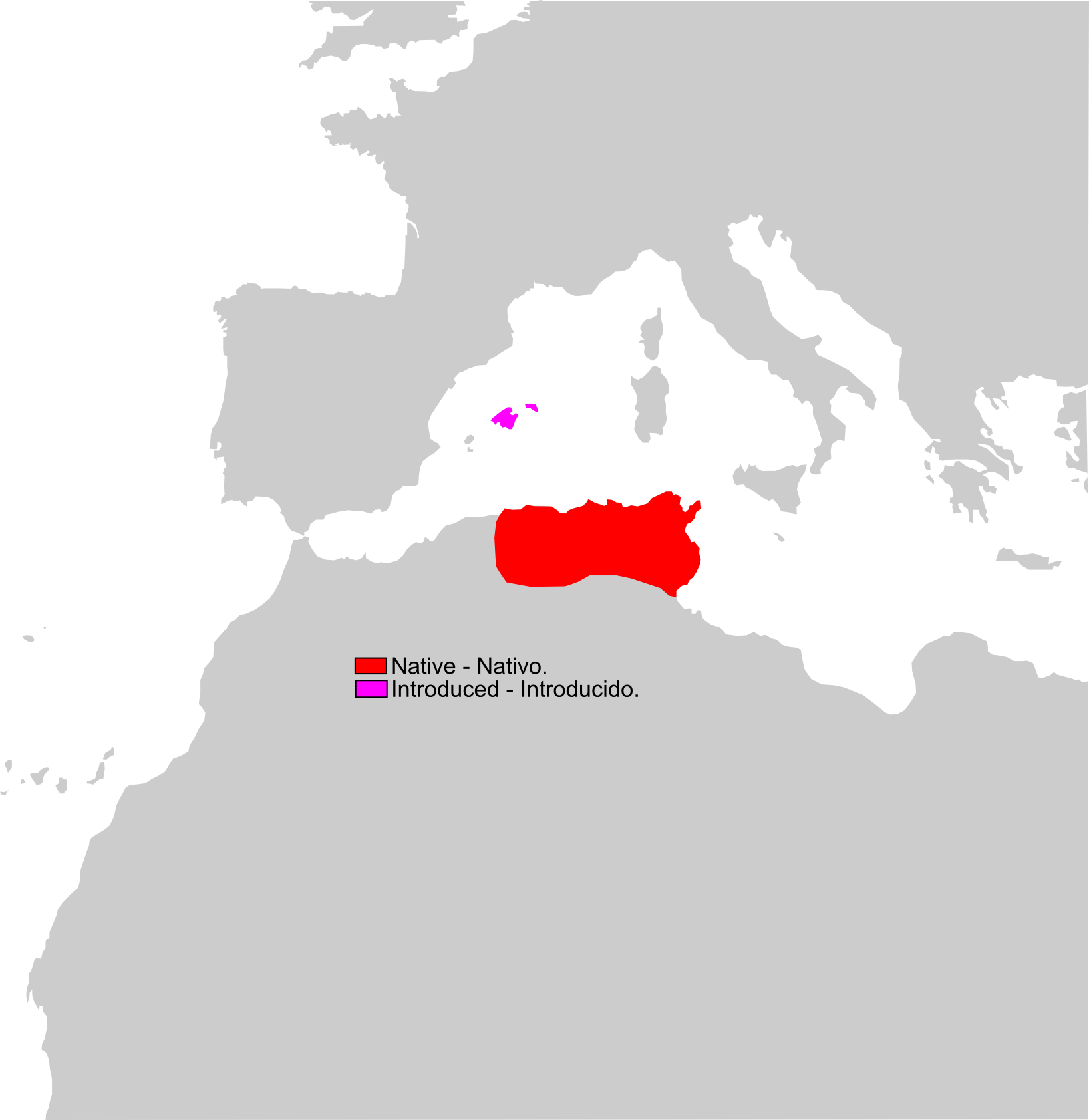
Das Verbreitungsgebiet der Art. In rot die natürliche Verbreitung, in pink das Gebiet, in dem die Art eingeführt wurde.

Die Art ist im Nordosten von Algerien und Norden Tunesiens verbreitet. Außerdem wurde sie auf den Baleareninseln Mallorca und Menorca vermutlich in historischer Zeit aus Nordafrika eingeschleppt.

## Lebensraum
Die Nordafrikanische Kapuzennatter bewohnt offene und trockene Lebensräume mit niedriger, oft spärlicher Vegetation, durchsetzt von Felsen und Steinen. Auch im Siedlungsbereich, an Mauern und in Ruinen.

## Lebensweise
Zu der Art im Einzelnen ist wenig bekannt, vermutlich ist die Lebensweise der der Kapuzennatter sehr ähnlich, als deren Unterart sie lange Zeit galt.